# Altair BASIC
Altair BASIC – interpreter języka programowania BASIC przeznaczony dla MITS Altair 8800 i pozostałych komputerów opartych na szynie S-100. Był to pierwszy produkt firmy Microsoft (wtedy znanej jako Micro-Soft), dystrybuowany w ramach kontraktu przez MITS. Altair BASIC zapoczątkował serię produktów znanych jako Microsoft BASIC.

## Pochodzenie i rozwój
Bill Gates wspomina, że kiedy przeczytał wraz z Paulem Allenem o Altairze w magazynie Popular Electronics w wydaniu ze stycznia 1975 zrozumieli, że wkrótce cena komputerów spadnie do poziomu, na którym sprzedaż oprogramowania na nie zacznie być opłacalna. Gates wierzył, że dostarczając interpreter BASICa dla nowego komputera uczni go bardziej atrakcyjnym i przystępnym dla hobbystów. Skontaktowali się z założycielem MITS – Edem Robertsem, aby powiedzieć mu, że pracują nad interpreterem i zapytać go czy jest zainteresowany demonstracją jego działania. Zastosowali tutaj popularną praktykę w przemyśle, która polega na ogłoszeniu nieistniejącego produktu w celu zbadania zainteresowania rynku na niego. Roberts w marcu 1975 r. zgodził się spotkać z nimi w przeciągu kilku tygodni w celu obejrzenia demonstracji.
Gates i Allen nie mieli gotowego interpretera ani nawet komputera Altair, na którym mogliby rozwijać i testować swój program. Allen postanowił wykorzystać napisany przez niego wcześniej emulator mikroprocesora Intel 8080 w ramach poprzedniego przedsięwzięcia dla firmy Traf-O-Data, który był przeznaczony na minikomputer PDP-10 z obsługą podziału czasu. Dostosował swój emulator bazując na poradniku programowania dla Altaira, a następnie wspólnie wykorzystali go do stworzenia i przetestowania interpretera na PDP-10 znajdującym się na Harvardzie. Władze Harvardu nie były z tego powodu zadowolone kiedy dowiedziały się o ich działaniach, ale nigdzie nie był spisany żaden regulamin ani warunki korzystania z tego komputera. Gates i Allen wykupili czas pracy komputera w firmie w Bostonie, aby dokończyć swojego BASICa. Zatrudnili studenta Harvardu Monte Davidoff do napisania procedur obsługujących arytmetykę zmiennoprzecinkową do ich interpretera – funkcjonalności, która była niedostępna wśród większości konkurencji.
Ukończony interpreter zawierał własny system do obsługi operacji I/O oraz edytor tekstowy, dodatkowo mieścił się tylko na 4 kilobajtach pamięci, pozostawiając dużą ilość wolnej przestrzeni dla interpretowanych programów. W ramach przygotowań do demonstracji, zapisali swój interpreter na taśmie dziurkowanej, którą mógł odczytać komputer Altair, a następnie Paul Allen poleciał z nią do Albuquerque.
W trakcie lotu Allen uświadomił sobie, że zapomnieli napisać program służący do wczytania ich interpretera z taśmy do pamięci komputera. Pisząc w języku maszynowym dla mikroprocesora Intel 8080, Allen skończył swój program zanim samolot wylądował. Do ostatniej chwili, w której załadowali swój interpreter do pamięci komputera i pojawił się komunikat z prośbą o podanie rozmiaru dla systemu, Gates i Allen nie byli pewni czy ich interpreter zadziała na Altairze. Później założyli się o to kto napisze najkrótszy program ładujący ich interpreter do pamięci Altaira – Gates wygrał.

## Kolejne produkty i dystrybucja

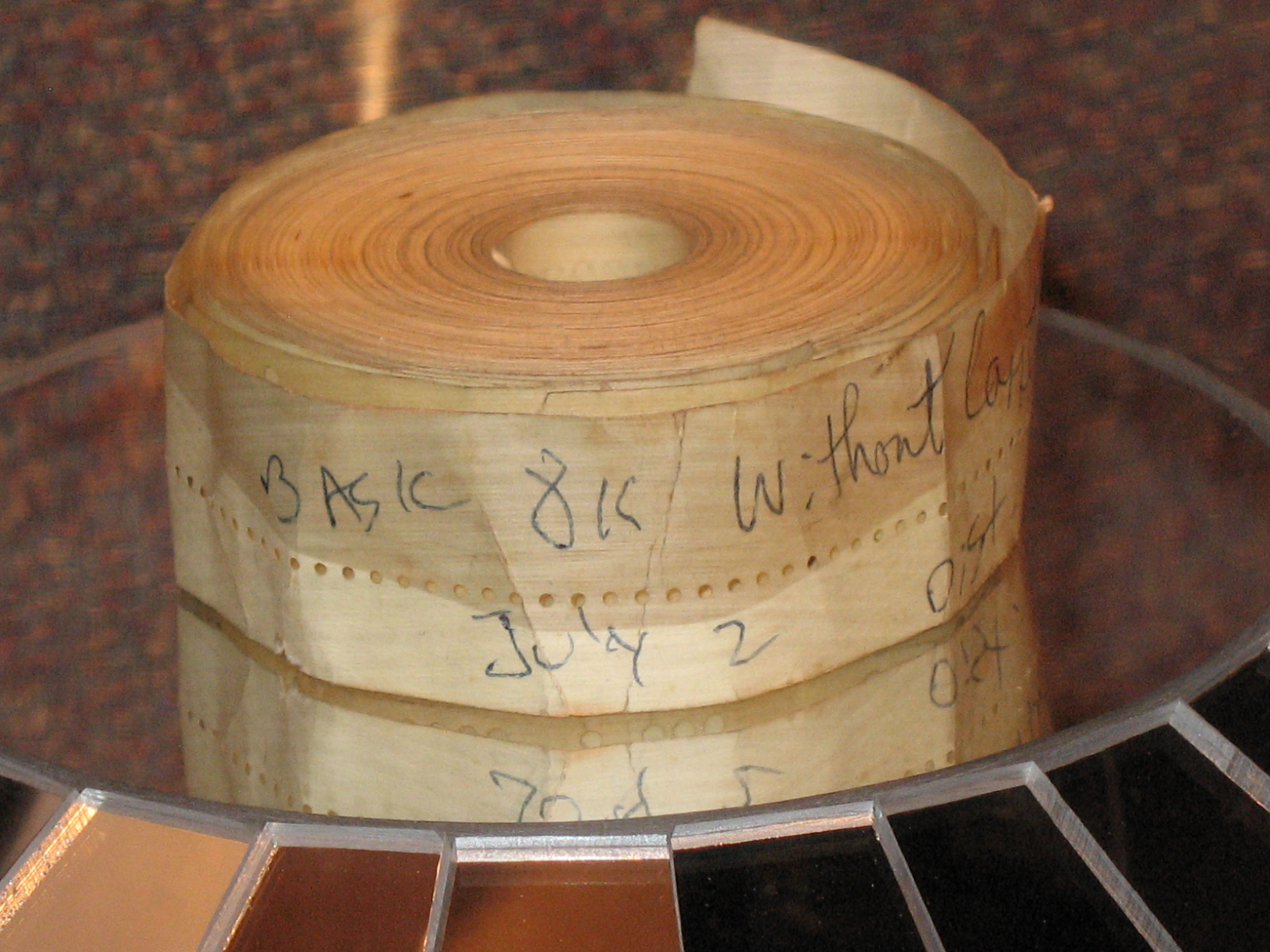
Altair 8K BASIC na taśmie dziurkowanej

Roberts zgodził się na wydanie i dystrybucję interpretera. Zatrudnił również Gatesa i Allena do utrzymywania i ulepszania go, co przyczyniło się do urlopu dziekańskiego Gatesa na Harvardzie. Wspólnie wypuścili na rynek kilka wersji: oryginalny 4K BASIC i później 8K BASIC, Extended BASIC, Extended ROM BASIC i Disk BASIC.
Tak jak oczekiwali, Altair stał się bardzo popularny wśród hobbystów takich jak Homebrew Computer Club. Podobną popularność jak komputer zyskał również Altair BASIC, który przez MITS wolał być określany jako interpreter BASIC. Jednakże hobbyści podeszli do całego przedsięwzięcia w sposób chętny do dzielenia się wszystkimi możliwościami i bez żadnego zastanowienia kopiowali interpreter BASICa innym zainteresowanym. Dan Sokol, jeden z członków klubu Homebrew, był specjalnie ochoczy do tego i gdy komuś udało się zdobyć przed-sprzedażową taśmę z interpreterem to on wykonał jej 25 kopii, które rozdał na następnym spotkaniu klubu, namawiając wszystkich do zrobienia tego samego. Gates stanowczo zareagował na całą sytuację, publikując List Otwarty do Hobbystów, w którym oskarżył wszystkie osoby kopiujące ich interpreter za złodziei i zagroził, że przestanie dalej tworzyć oprogramowanie komputerowe, za które ludzie nie płacą. Wielu hobbystów zareagowało gwałtownie i broniło się przed oskarżeniami.
Na mocy kontraktu, MITS miał otrzymać prawa do interpretera po zapłaceniu odpowiednich opłat licencyjnych. Jednakże Microsoft stworzył wiele wersji interpretera dla różnych systemów operacyjnych, takich jak Motorola 6800. Kiedy jednak zdecydowali się opuścić MITS, rozpoczął się spór o to czy została zapłacona pełna kwota za wszystkie prawa i czy kontrakt dotyczył również innych wersji. Cała sprawa została skierowana do sądu polubownego, który ku zaskoczeniu Roberta, opowiedział się po stronie Microsoftu, uzasadniając to porażką marketingową MITS w sprzedaży tego oprogramowania pomimo ich "najlepszych starań". Główna działalności firmy Microsoft była oparta na interpreterze BASICa, aż do początków lat 1980, gdzie jego rolę przejął MS-DOS.